# Gavotte des montagnes
Die Gavotte des Montagnes (Gavotte aus den Bergen), auch Gavotte ar menez, ist ein bretonischer Reihen- oder Kreistanz aus der Gegend von Menez Bre. Die Suite besteht aus drei Teilen, die ursprünglich ausschließlich in großen Kreisen getanzt werden. Heutzutage wird die Suite Gavotte de Montagne auch in Ketten getanzt, wobei die Ketten > 10 Personen sind.
Die Gavotte des Montagne ist die bekannteste Variante der bretonischen Gavotten (Dañs tro).

## Ausgangsposition
Die Personen stehen Seite an Seite im Kreis oder in der Kette. Die Personen (Männer und Frauen abwechselnd) halten sich an den Unterarmen fest, wobei jede Person seinen rechten Arm über den linken Arm seines rechten Nachbars legt. Die Personen stehen eng zusammen.

## Aufbau der Suite
Die Gavotte des montagnes besteht als Suite aus folgenden drei Teilen:
1. Ton simple: Kreis-/Kettentanz mit einer Schrittfolge auf 8 Schlägen.
2. Tamm Kreiz: Langsame Runde unterbrochen von Figuren.
3. Ton doubl: Kreis-/Kettentanz mit der gleichen Schrittfolge wie der Ton simple, allerdings lebhafter.

## Grundschritt

### Ton simple

Grundschritt Gavotte

Musikalisch besteht der Grundschritt aus 8 Schlägen. Wird die Melodie im 4/4-Takt notiert, werden zwei Takte für einen Grundschritt benötigt.
1. Linker Fuß nach links
2. rechter Fuß nachstellen
3. Linker Fuß nach links
  1. Rechts nachstellen
4. Links auf der Stelle
5. rechts auf der Stelle
6. Links auf der Stelle
7. Rechts auf der Stelle
8. Linker Fuß wippt in der Luft

Im ersten Takt erfolgen die Schritte leicht nach hinten (zusätzlich zur Bewegung nach Links). Im zweiten Takt erfolgen die Schritte tendenziell nach vorne in die Kreismitte, so dass letztlich eine atmende Bewegung des Kreises entsteht. Die Bewegung wird durch gleichmäßige vertikale Bewegung des Oberkörpers unterstützt.

### Tamm Kreiz
Die Armhaltung wird geöffnet: Die Personen fassen sich an den kleinen Fingern an und die Hände werden leicht geschwungen.
In der Runde läuft die Kette ohne festgelegte Schrittfolge zur Musik nach links. Die Figur wird musikalisch angedeutet und die Personen bleiben stehen und richten sich zur Kreismitte aus. Die Hände werden auf Bauchhöhe hochgenommen.
Die Figur besteht aus 8 Schritten und wird nicht wiederholt. Der rechte Fuß wird abwechselnd nach vorne und neben den linken Fuß gesetzt. Wenn der rechte Fuß nach vorne gesetzt wird, machen die Hände zwei Schläge nach vorne. Wird der rechte Fuß neben den linken Fuß gesetzt, werden die Hände an den Körper geholt und dort zwei Schläge gemacht.
Für die Schritte gibt es folgende Varianten:
- Pro musikalischen Schlag wird mit dem rechten Fuß zwei Tipps vorne bzw. am Platz gemacht.
- Pro musikalischen Schlag gehen die Tänzer nach vorne auf den rechten Fuß und wieder zurück auf den linken Fuß bzw. setzen den rechten Fuß am Platz und belasten anschließend wieder den linken Fuß.

### Ton Double
Die Arme werden wieder in die Grundhaltung übernommen: Die Tänzer fassen sich an den Händen und legen ihren rechten Unterarm über den linken Unterarm ihres rechten Nachbars.
Die Schritte sind identisch zum Ton simple, wobei die Musik in der Regel lebhafter ist.
Der erste Tänzer kann folgende Variation initiieren (üblich im Ton Double, unüblich im Ton Simple):
Die Schrittfolge bleibt identisch. Die Armhaltung öffnet sich, indem die Tänzer ihre Arme öffnen. Die Tänzer halten sich noch an den Händen, die Arme sind aber nicht mehr rechts-über-links gelegt. Die Arme schwingen im Takt nach vorne.
Die Kette bewegt sich fast schon in Laufgeschwindigkeit nach links. Die Oberkörper können stärker in Tanzrichtung gedreht sein.
Für diese Figur muss auf der Tanzfläche ausreichend Platz sein. Der erste Tänzer kann diese schnelle Bewegung jederzeit beenden, indem er abbremst, den rechten Arm wieder über den linken Arm des Nachbarn legt und wieder die langsame Variante vorgibt.

## Stil
Heutzutage ist es in der Gavotte de Montagne nicht mehr notwendig, sich paarweise aufzustellen. Auch ein geschlossener Kreis ist heute nicht mehr notwendig. Wenn sich Ketten bilden, werden diese durch einen erfahrenden Tänze ganz links in der Kette angeführt. Neue Tänzer reihen sich am rechten Ende der Kette ein.
Erfahrene Tänzer können den Grundschritt verzieren, so lange die Bewegung des Oberkörpers gleich bleibt. Traditionell sind diese Verzierungen als Imponiergehabe zu werden, so dass diese eher den Männern vorbehalten sind. Auch die Führung der Kette war den Männern vorbehalten. Diese Normen verändern sich im Rahmen der Gleichberechtigung.